# Museo di Belle Arti di Strasburgo

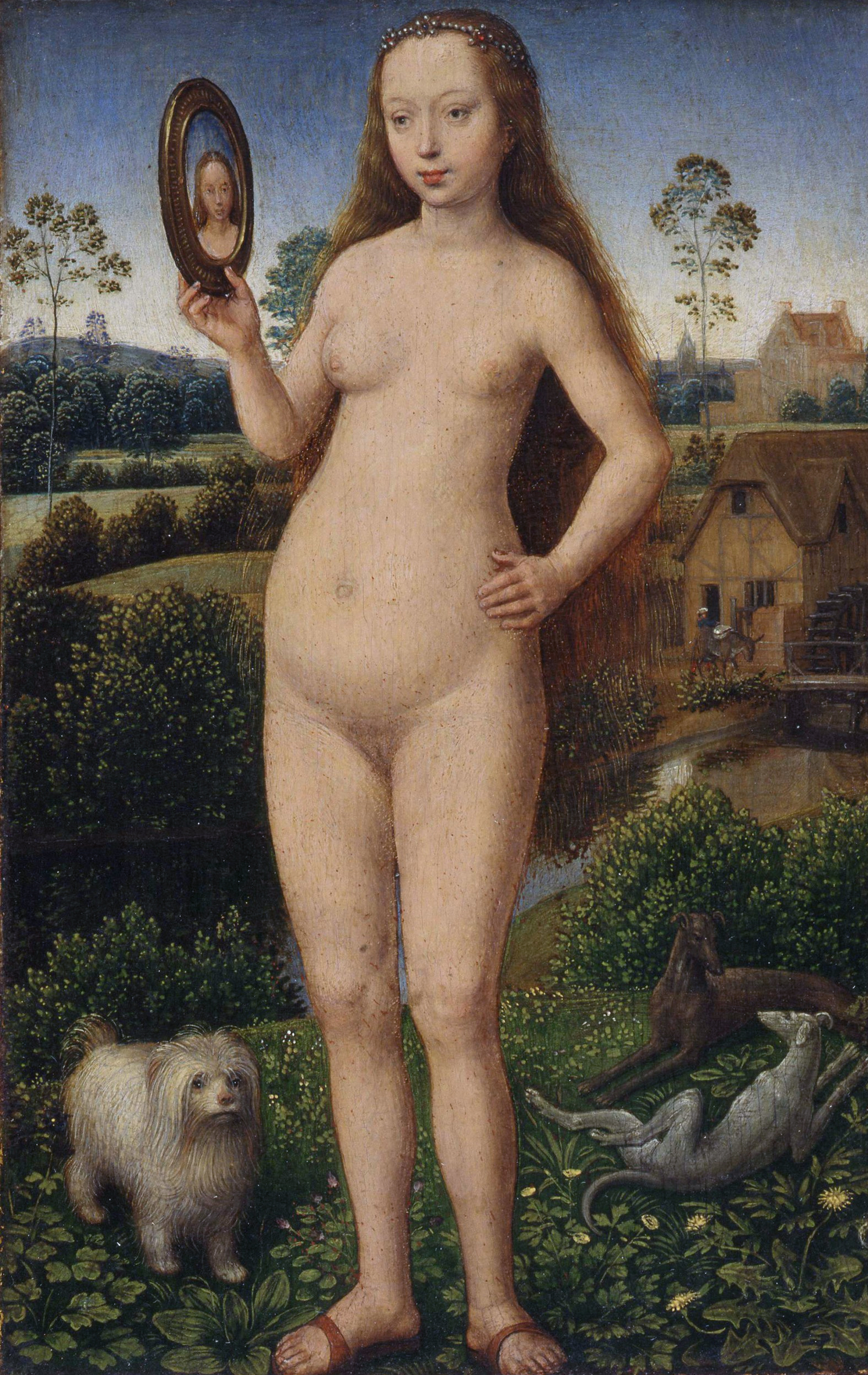
"Vanità", di Hans Memling (dettaglio dal polittico)

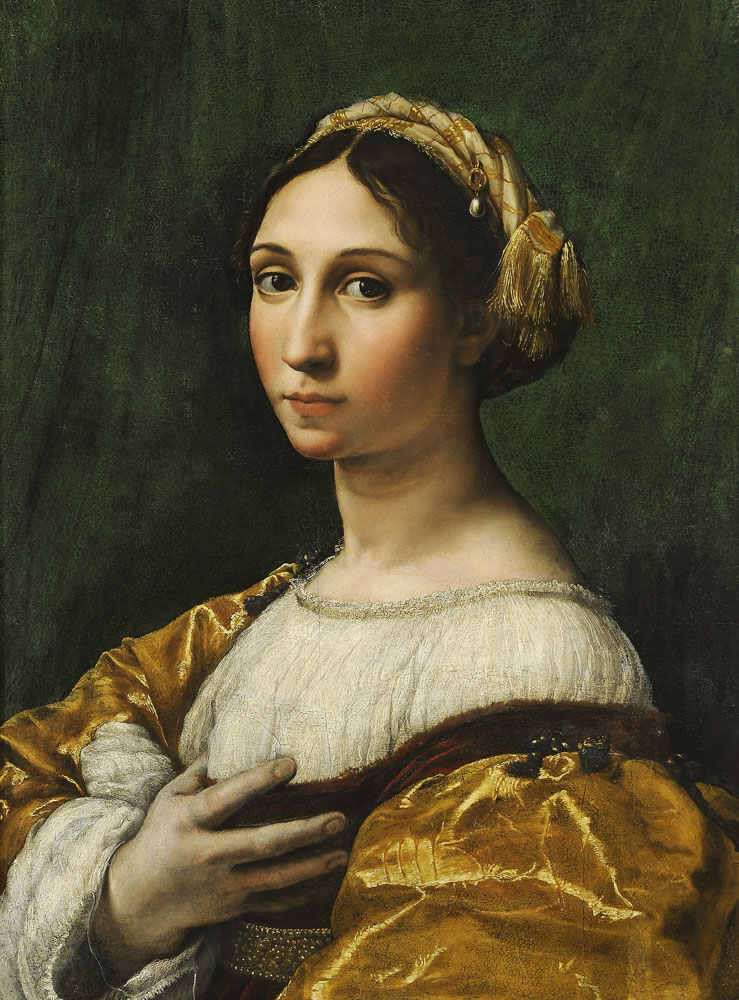
"Ritratto di giovane signora", di Raffaello

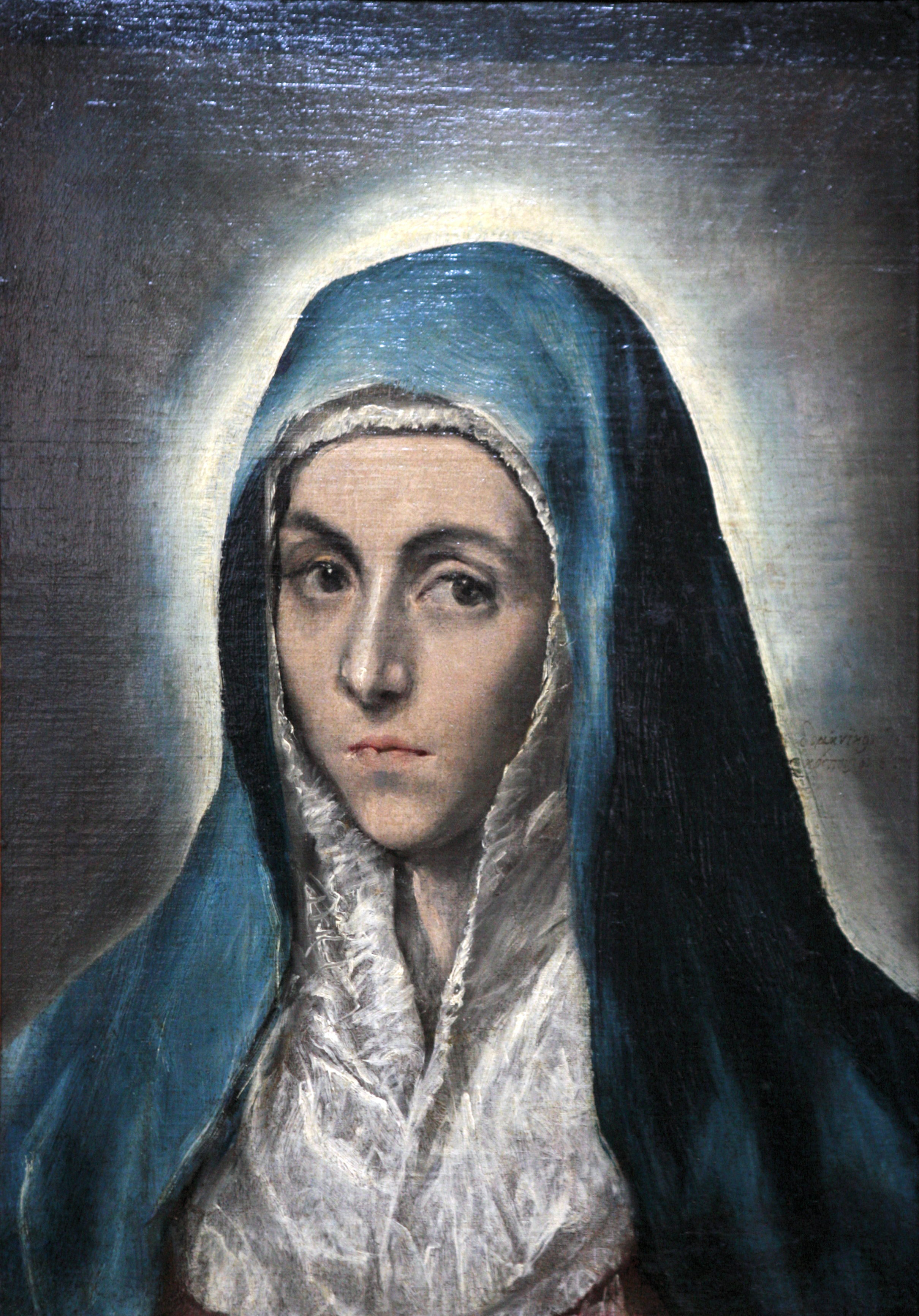
"Mater dolorosa", di El Greco

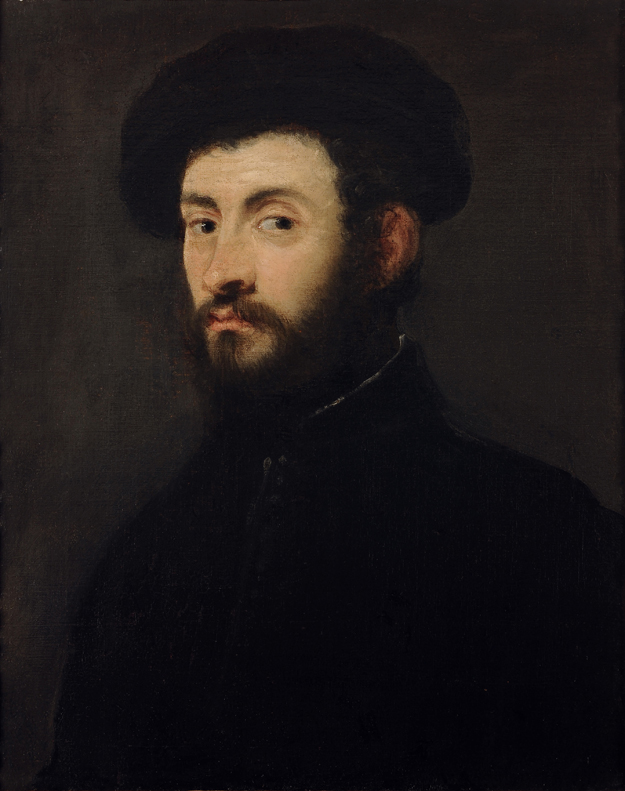
"Ritratto di uomo con barba" di Tintoretto

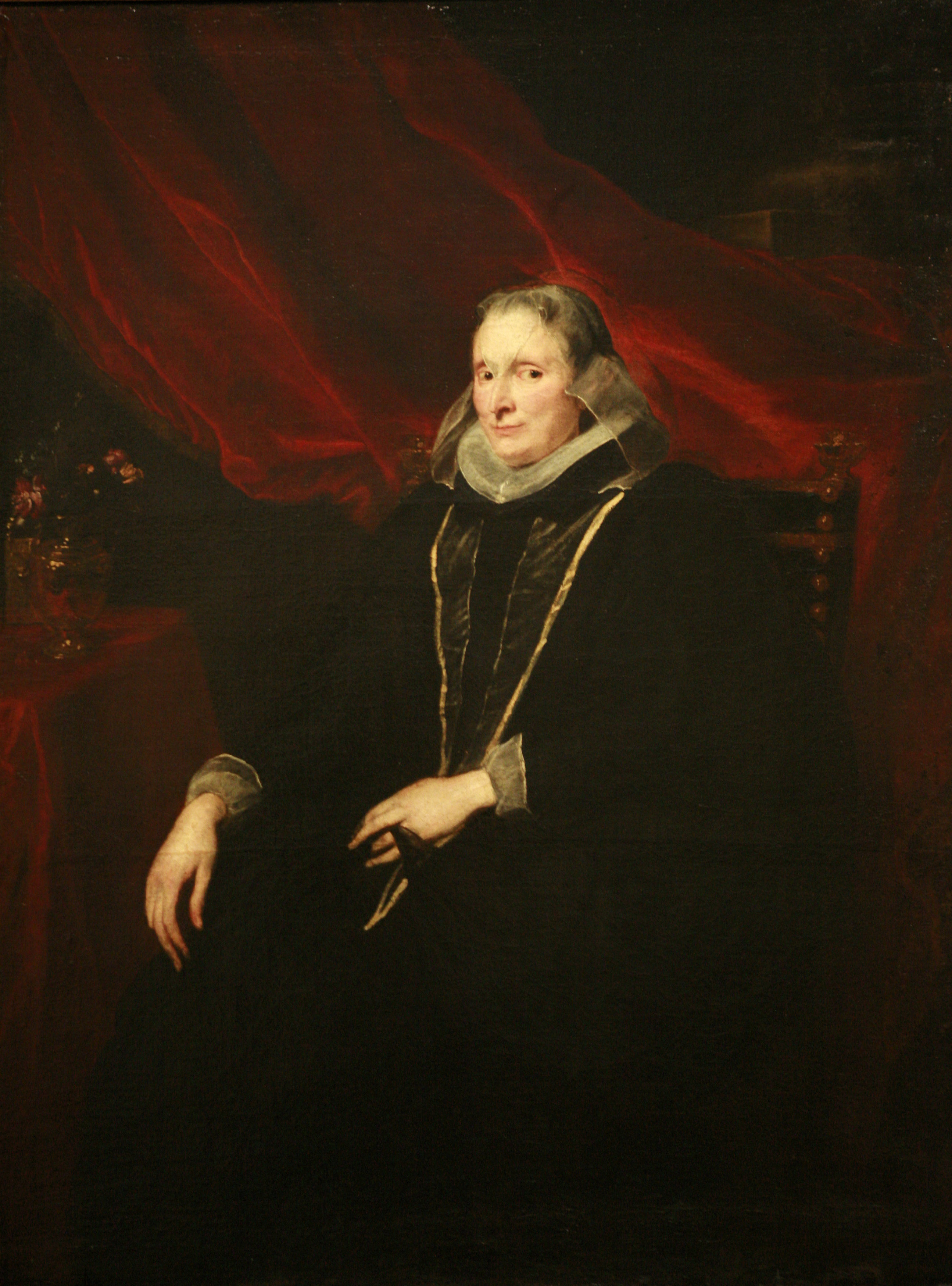
"Ritratto di Luigia Cattaneo-Gentile" di Anthony van Dyck

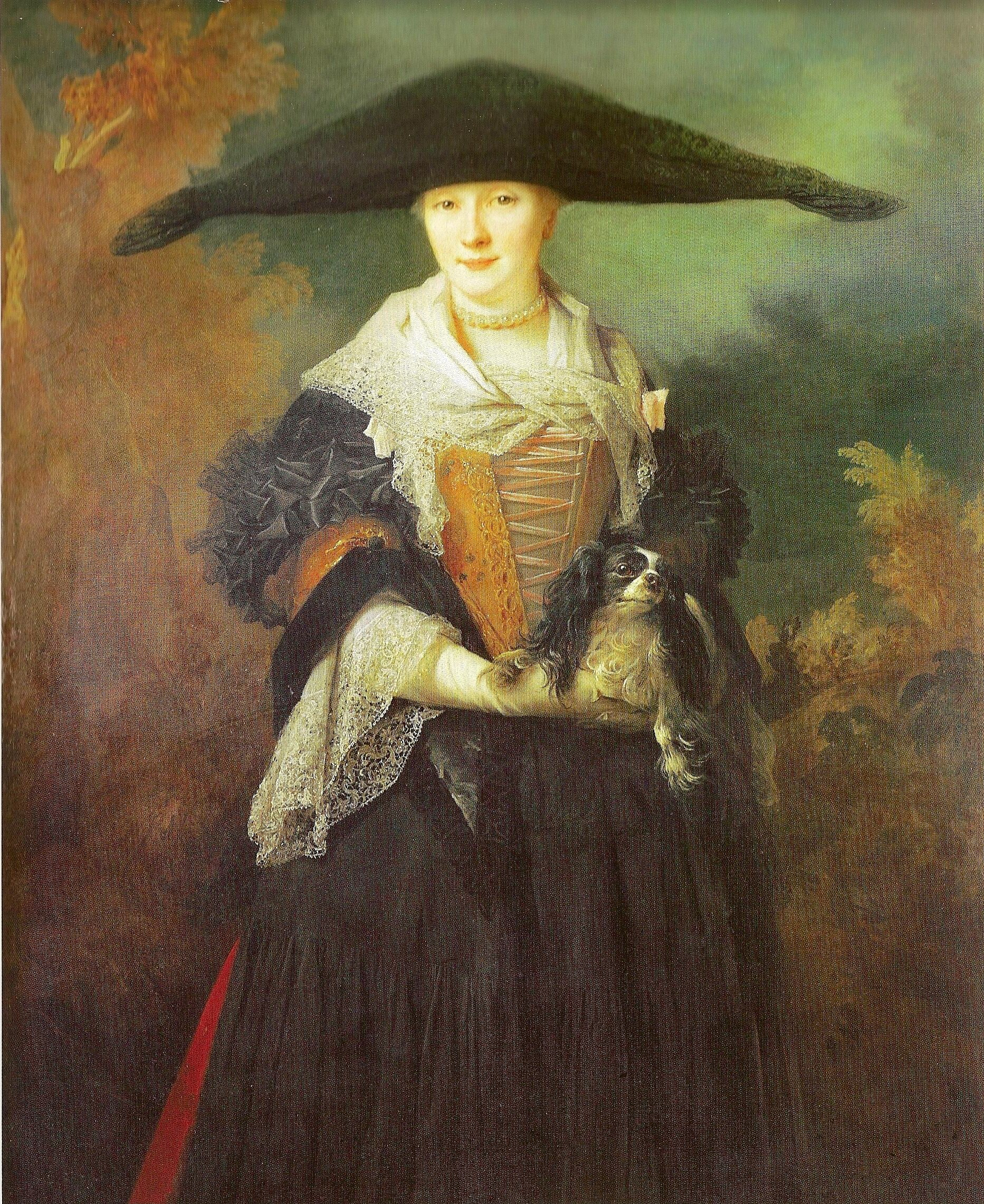
"La bella di Strasburgo" di Nicolas de Largillière

Il Museo di Belle Arti di Strasburgo (Musée des Beaux-Arts de Strasbourg) è una collezione di dipinti, di antichi maestri, della città di Strasburgo, nella regione dell'Alsazia in Francia. IL museo è ospitato al secondo piano del barocco Palazzo dei Rohan dal 1898. Sono esposte opere di pittori operanti dal XIV secolo al 1871. Il museo dispone di circa 865 dipinti (al 2009), dei quali 250 sono in esposizione permanente. Le opere di antichi maestri dell'area del Reno superiore, fino al 1681, sono esposti nel vicino Musée de l’Œuvre Notre-Dame.
Il museo dispone anche di una piccola ma notevole collezione di sculture (per la maggior parte busti), principalmente di artisti italiani e francesi.

## Storia
La prima collezione d'arte comunale della città di Strasburgo derivò dalla Rivoluzione francese, e fu una conseguenza dell'esproprio di opere contenute in chiese e chiostri. Nel corso degli anni, la collezione, che venne fondata nel 1801, crebbe a seguito di donazioni private, ma anche per prestiti governativi da parte del Louvre. Il 24 agosto 1870, il museo, che era ospitato nel Aubette in Place Kléber, venne dato alle fiamme da fuoco dell'artiglieria prussiana, andando completamente distrutto. Dopo la fine della guerra franco-prussiana, si decise di ricostruire il museo, e lo storico dell'arte imperiale Wilhelm von Bode, ottenne l'incarico nel 1889. Nel 1890, il museo venne aperto con opere provenienti da acquisizioni e donazioni. Nel 1931, sotto la guida di Hans Haug (1890-1965), la collezione di arte medievale e dell'alto Reno (Konrad Witz, Hans Baldung, Sebastian Stoskopff) venne trasferita nel museo di nuova costituzione, Musée de l’Œuvre Notre-Dame. La collezione di arte moderna trovò la sua sistemazione nel Musée d'Art Moderne et Contemporain de Strasbourg (Museo d'arte moderna e contemporanea di Strasburgo). Il superiore di Haug, durante l'occupazione tedesca 1940-1944, fu Kurt Martin.
Il 13 agosto 1947, il fuoco distrusse parte della ricostituita collezione, comprese opere di Francesco Guardi, Thomas de Keyser, Antonio del Pollaiolo e Lucas Cranach il Vecchio. Comunque, con l'indennizzo dell'assicurazione, fu possibile acquisire nuove opere di notevole valore. La collezione si è poi andata espandendo, particolarmente nel 1987 e 1994 con le collezioni di Othon Kaufman e François Schlageter (dipinti di artisti italiani), nel 2004 con la collezione Roger e Elisabeth Eisenbeth (dipinti di pittori olandesi) e nel 2009 con la collezione Ann L. Oppenheimer (pittori italiani, fiamminghi e olandesi).

## Alcuni dei pittori presenti

### Italiani
Giotto
Sano di Pietro
Sandro Botticelli
Cima da Conegliano
Carlo Crivelli
Filippino Lippi
Piero di Cosimo
Cima da Conegliano
Raffaello
Correggio
Veronese
Tintoretto
Guercino
Canaletto
Giambattista Pittoni
Giambattista Tiepolo
Salvator Rosa
Alessandro Magnasco
Giuseppe Maria Crespi
Simone Peterzano

### Fiamminghi e olandesi
Simon Marmion
Hans Memling
Lucas van Leyden
Gerard David
Maarten van Heemskerck
Peter Paul Rubens
Jacob Jordaens
Salomon van Ruysdael
Pieter de Hooch
Anthony van Dyck
Willem Kalf
Pieter Claesz
Christiaen van Couwenbergh
Cornelis Engelsz

### Spagnoli
El Greco
Jusepe de Ribera
Francisco de Zurbarán
Francisco de Goya

### Francesi
Philippe de Champaigne
Claude Lorrain
Nicolas de Largillière
François Boucher
Simon Vouet
Antoine Watteau
Jean Siméon Chardin
Philip James de Loutherbourg
Jean-Baptiste-Camille Corot
Théodore Chassériau
Gustave Courbet
Théodore Rousseau
Edgar Degas

## Scultori
Baccio Bandinelli
Alessandro Algardi
Alessandro Vittoria
François Girardon
Jean-Antoine Houdon
Jean-Baptiste Carpeaux
Théodore-Charles Gruyère
François Joseph Bosio
Adolf von Hildebrand